# フムサファール急行
フムサファール急行（英語: Humsafar Express）は、インドの列車種別の1つ。各都市を結ぶ夜行急行列車で、近代的な内装を有する専用客車が用いられる。

## 概要
2016年に導入が発表された、上流・中流階級を主な顧客と位置付けている列車種別で、編成は冷房付き3段寝台車（AC 3 Tier）と非冷房3段寝台車（Sleeper）、電源車によって構成されている。使用されている車両はモダン・コーチ・ファクトリーが手掛けるLHB客車で、ラッピング技術を用いたフムサファール急行専用の塗装が施されている他、内装も情報ディスプレイ、飲料が購入可能な自動販売機、最新のバイオトイレ、エンボス加工を施したカーテンなど快適性を向上させた様々な要素が採用されている。また、車内には安全性向上のため監視カメラが搭載されている他、車体や内装には落書き防止のコーディングが施されている。運賃は同じ区間を走る他の旅客列車と比べて高額になっている。

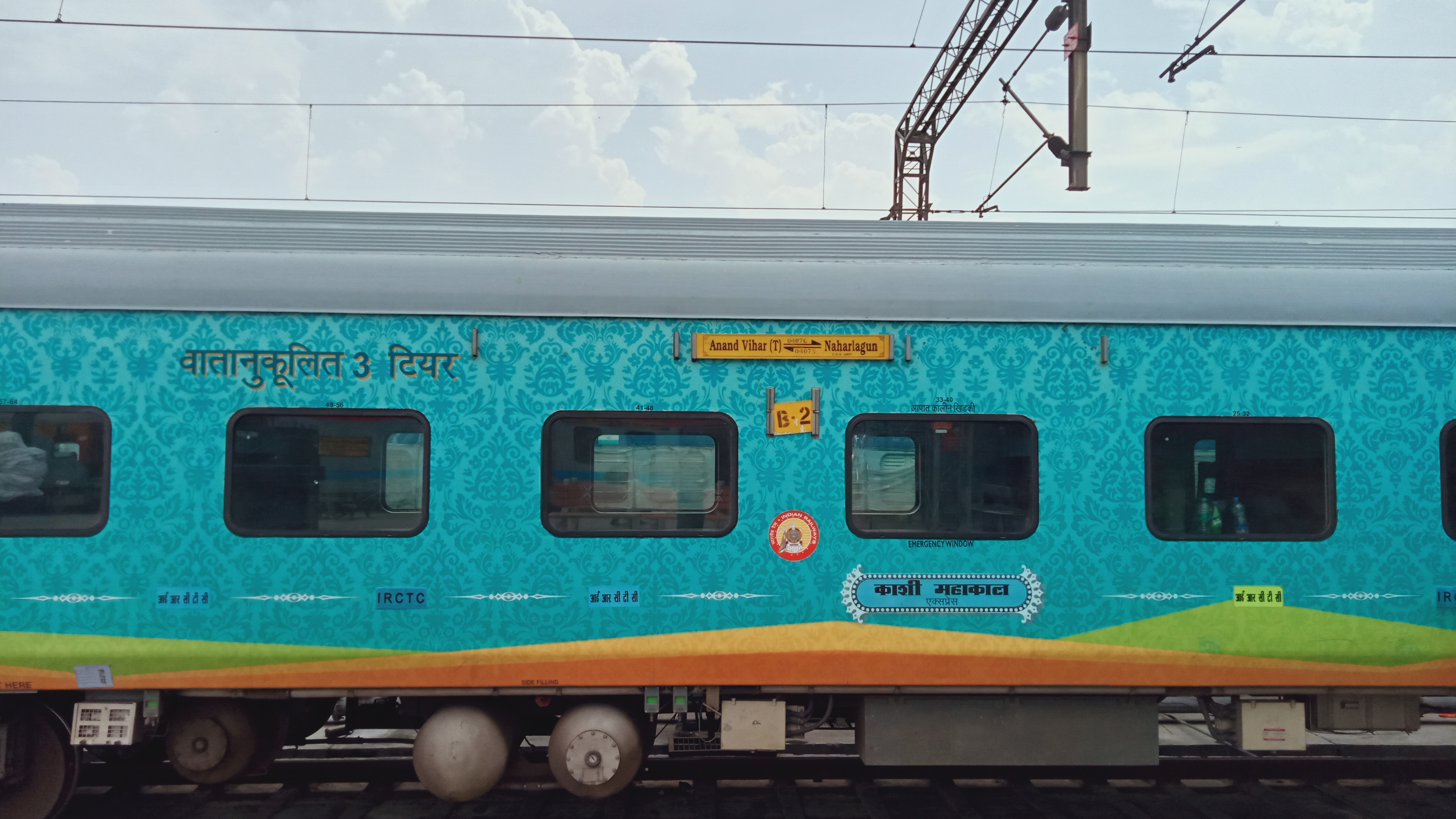
冷房付き三段式寝台車（2021年撮影）
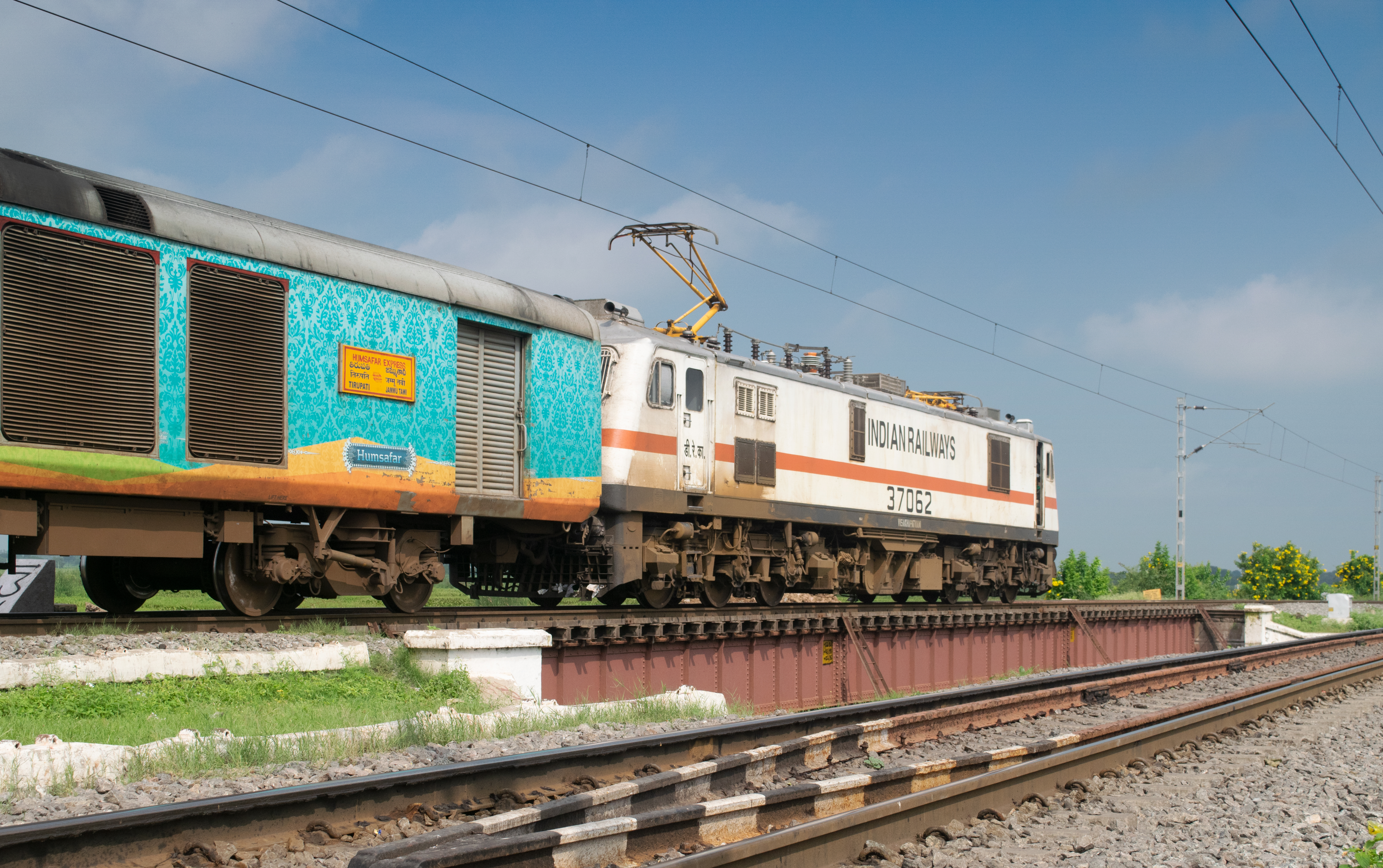
電源車と牽引機関車（2019年撮影）

主にインド各地の主要都市を結ぶ長距離列車として運行しており、2016年12月から運行を開始したゴーラクプル-アナンド・ビハール・ターミナル・フムサファール急行（バルハニ経由）以降、2024年1月までに以下の列車が登場している。
- ゴーラクプル-アナンド・ビハール・ターミナル・フムサファール急行 (バルハニ経由)（英語版）（Gorakhpur–Anand Vihar Terminal Humsafar Express (via Barhni)）
- ゴーラクプル-アナンド・ビハール・ターミナル・フムサファール急行 (バスティ経由)（英語版）（Gorakhpur–Anand Vihar Terminal Humsafar Express (via Basti)）
- アガルタラ-SMVTベンガルール・フムサファール急行（英語版）（Agartala–SMVT Bengaluru Humsafar Express）
- ハウラー-SMVTベンガルール・フムサファール急行（英語版）（Howrah–SMVT Bengaluru Humsafar Express）
- シュリ・ガンガナガル-ティルチラーパッリ・フムサファール急行（英語版）（Sri Ganganagar–Tiruchirappalli Humsafar Express）
- ドゥルグ-ハズラト・ニッザームッディーン・フムサファール急行（英語版）（Durg–Hazrat Nizamuddin Humsafar Express）
- チェンナイ-アフマダーバード・フムサファール急行（英語版）（Chennai–Ahmedabad Humsafar Express）
- ティルパティ-ジャンムー・タウィ・フムサファール急行（英語版）（Tirupati–Jammu Tawi Humsafar Express）
- ハウラー-ティルパティ・フムサファール急行（英語版）（Howrah–Tirupati Humsafar Express）
- ブバネーシュワル-SMVTベンガルール・フムサファール急行（英語版）（Bhubaneswar–SMVT Bengaluru Humsafar Express）
- バンドラ・ターミナス-サハルサ・フムサファール急行（英語版）（Bandra Terminus–Saharsa Humsafar Express）
- ウダイプルシティ-デリー-サライ・ロイーラ・ラージャスターン・フムサファール急行（英語版）（Udaipur City–Delhi Sarai Rohilla Rajasthan Humsafar Express）
- ウダイプルシティ-マイスール・パレス・クーイン・フムサファール急行（英語版）（Udaipur City–Mysuru Palace Queen Humsafar Express）
- チャンパラン・フムサファール急行（英語版）（Champaran Humsafar Express）
- プラーヤグラージ-アナンド・ビハール・ターミナル・フムサファール急行（英語版）（Prayagraj–Anand Vihar Terminal Humsafar Express）
- インドール-プリー・フムサファール急行（英語版）（Indore–Puri Humsafar Express）
- バガット・キ・コチ-ティルチラーパッリ・フムサファール急行（英語版）（hagat Ki Kothi–Thiruchchirappalli Humsafar Express）
- リンガンパリ-インドール・フムサファール急行（英語版）（Lingampalli–Indore Humsafar Express）
- バンドラ・ターミナス-バガット・キ・コチ・フムサファール急行（英語版）（Bandra Terminus–Bhagat Ki Kothi Humsafar Express）
- シールダー-ジャンムー・タウィ・フムサファール急行（英語版）（Sealdah–Jammu Tawi Humsafar Express）
- ティルネルヴェーリ-ガンジーダム・フムサファール急行（英語版）（Tirunelveli–Gandhidham Humsafar Express）
- ジャバルプル-サントラガチー・フムサファール急行（英語版）（Jabalpur–Santragachi Humsafar Express）
- サントラガチー-プネー・フムサファール急行（英語版）（Santragachi–Pune Humsafar Express）
- フィールーズプル-ラーメーシュワラム・フムサファール急行（英語版）（Firozpur –Rameswaram Humsafar Express）
- ハズール・サーヒブ・ナンデッド-ジャンムー・タウィ・フムサファール急行（英語版）（Hazur Sahib Nanded–Jammu Tawi Humsafar Express）
- ウダイプルシティ-パータリプトラ・フムサファール急行（英語版）（Udaipur City–Patliputra Humsafar Express）
- プネー-ハビブガンジ・フムサファール急行（英語版）（Pune–Habibganj Humsafar Express）
- サントラガチー-ハビブガンジ・フムサファール急行（英語版）（Santragachi–Habibganj Humsafar Express）
- コチュヴェリ-SMVTベンガルール・フムサファール急行（英語版）（Kochuveli–SMVT Bengaluru Humsafar Express）
- マドゥプル-アナド・ビハール・ターミナル・フムサファール急行（英語版）（Madhupur–Anand Vihar Terminal Humsafar Express）
- プネー-アジニ・フムサファール急行（英語版）（Pune–Ajni Humsafar Express）
- パトナ-SMVTベンガルール・フムサファール急行（英語版）（Patna–SMVT Bengaluru Humsafar Express）
- プネー-ナーグプル・フムサファール急行（英語版）（Pune–Nagpur Humsafar Express）
- バンドラ・ターミナス-ジャームナガル・フムサファール急行（英語版）（Bandra Terminus–Jamnagar Humsafar Express）
- プラヤーグラージ-ニューデリー・フムサファール急行（英語版）（Prayagraj–New Delhi Humsafar Express）
- ババ・バイディアナート・ダム・デーオーガル・フムサファール急行（英語版）（Baba Baidyanath Dham Deoghar Humsafar Express）
- バンドラ・ターミナス-ゴーラクプル・フムサファール急行（英語版）（Bandra Terminus–Gorakhpur Humsafar Express）
- ゴッダ-ニューデリー・フムサファール急行（英語版）（Godda–New Delhi Humsafar Express）
- バンドラ・ターミナス-バルメル・フムサファール急行（Bandra Terminus–Barmer Humsafar Express）[5]
- バルメル-バンドラ・ターミナス・フムサファール急行（Barmer–Bandra Terminus Humsafar Express）[5]

## ギャラリー

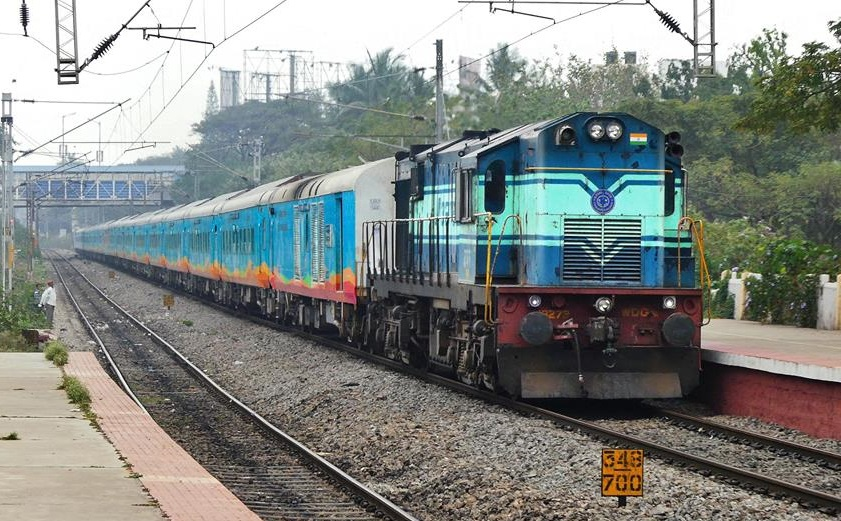
2017年撮影
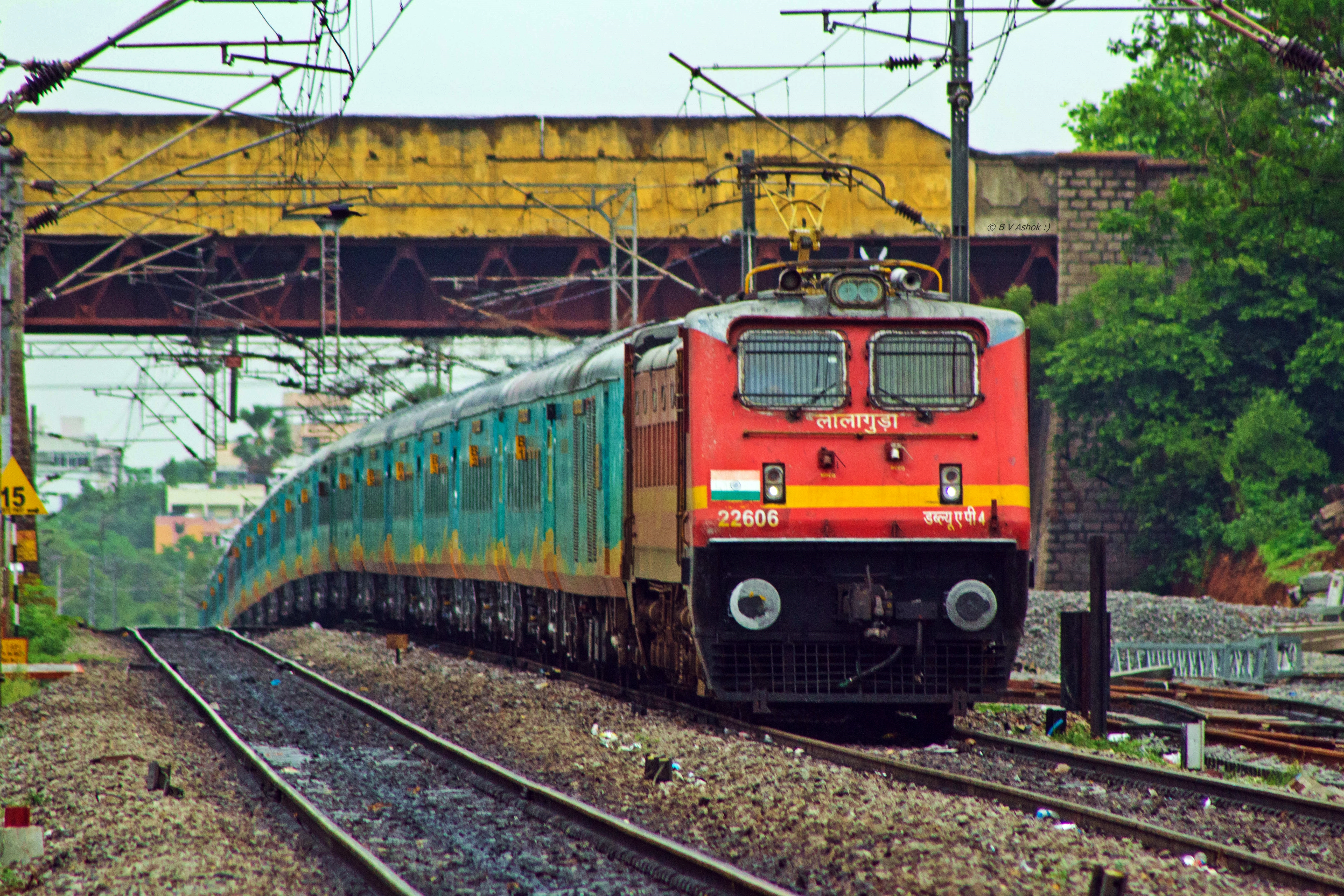
2017年撮影
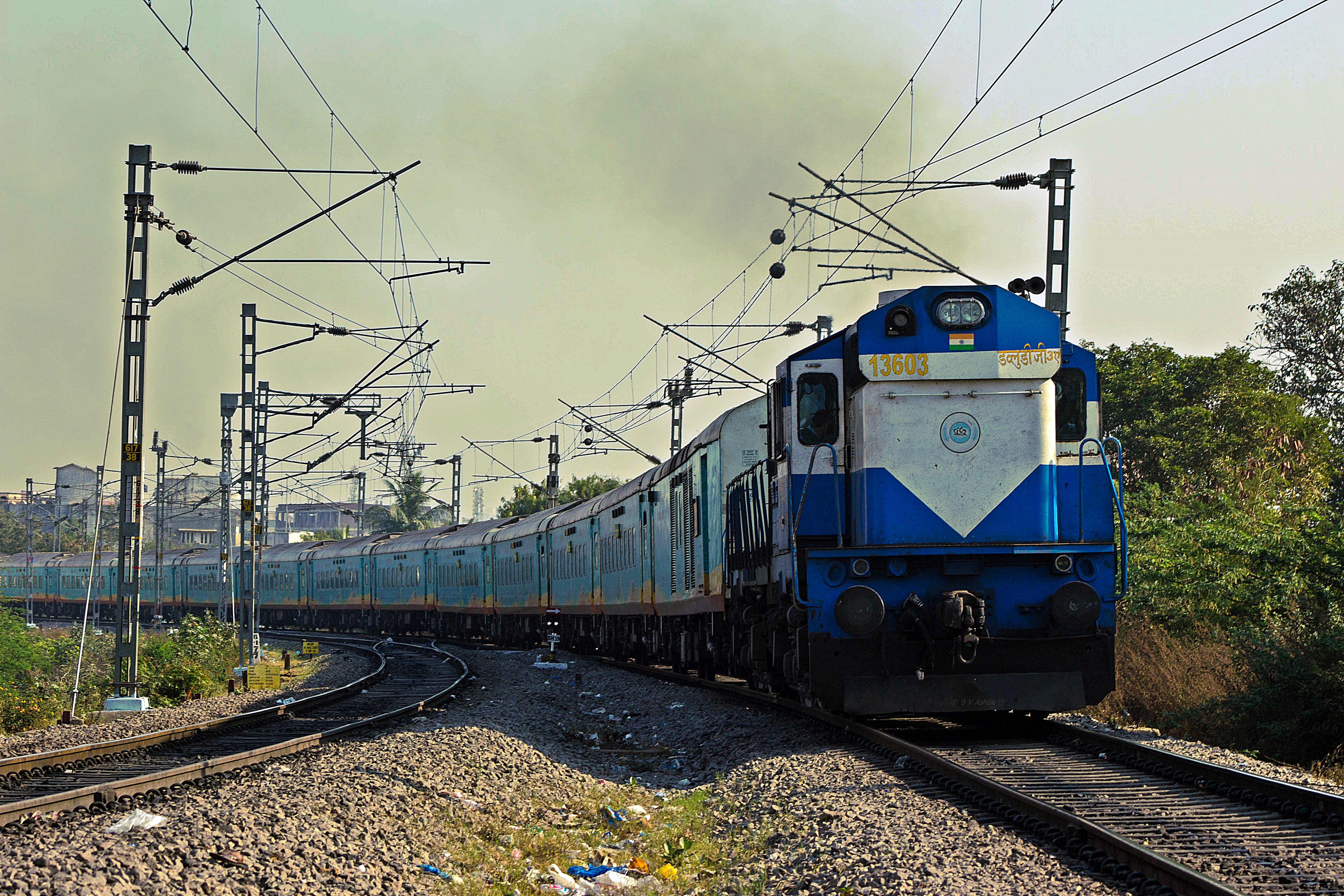
2018年撮影